# Kim Mi-sook
Kim Mi-sook kor. (김 미숙, ur. 10 czerwca 1962) – koreańska piłkarka ręczna. Dwukrotna medalistka olimpijska.
Z reprezentacją Korei Południowej zdobywała medal olimpijski w 1984 roku, w Los Angeles. Wystąpiła we wszystkich 5 spotkaniach.